# Raión de Novozýbkov
El raión de Novozýbkov (ruso: Новозы́бковский райо́н) es un distrito administrativo (raión) ruso perteneciente a la óblast de Briansk. Su sede administrativa se ubica en la ciudad de Novozýbkov, que no forma parte del distrito administrativo y está directamente subordinada a la óblast. Desde 2019, el raión carece de cualquier tipo de autogobierno local propio, y forma con la ciudad de Novozýbkov un único gobierno municipal bajo la forma jurídica de ókrug urbano. Esta divergencia entre el mapa administrativo y el municipal se debe a que este raión incluye la zona de Rusia más afectada por la zona de exclusión del accidente de Chernóbil, lo que exige una atención administrativa separada pero dificulta la formación de un autogobierno.
En 2021, el raión tenía una población de 10 983 habitantes. Comprende 57 localidades rurales, de las cuales solamente ocho superan los quinientos habitantes: Zamishevo (1300 habitantes), Staryye Bobovichi (950 habitantes), Shelomy (809 habitantes), Trostan (766 habitantes), Vereshchaki (626 habitantes), Snóvskoye (568 habitantes), Novyye Bobovichi (548 habitantes) y Stari Krivets (530 habitantes).
El raión es fronterizo al oeste con Bielorrusia.